# Carlos Gabriel Correa Viana
Carlos Gabriel Correa Viana, conegut com a Gabi Correa (Montevideo, Uruguai, 13 de gener de 1968) és un futbolista retirat i entrenador de futbol hispano-uruguaià. Va jurar la Constitució Espanyola el 10 de novembre de 1997.

## Trajectòria com a jugador
Gabi Correa es va formar en les categories inferiors del CA River Plate uruguaià. Va donar el salt a Europa el 1990, al Real Murcia CF, on va jugar tres anys. Després d'un any en el Reial Valladolid, on va debutar a la primera divisió el 5 de setembre de 1993, en el José Zorrilla enfront de l'Sporting de Gijón (0-1).
Després va fitxar per l'UP Mérida, el 1998 es va incorporar al Sevilla FC, que hi era a Segona Divisió. L'agost de 1999 va ser operat d'un tendó d'Aquil·les i va estar diversos mesos de baixa. El seu darrer equip professional va ser l'Hèrcules CF on es va retirar el 2001, després d'una discreta temporada on va patir lesions.
Ha estat internacional amb la selecció de futbol de l'Uruguai en 19 partits, materialitzant dos gols. Va participar en el Mundial d'Itàlia 1990 on Uruguai va caure eliminada en vuitens de final contra la selecció amfitriona.
| Club               | Lliga      | Any       |
| ------------------ | ---------- | --------- |
| CA River Plate     | Uruguaiana | 1988-1990 |
| Real Murcia CF     | Espanyola  | 1990-1993 |
| Real Valladolid CF | Espanyola  | 1993-1994 |
| CP Mérida          | Espanyola  | 1994-1998 |
| Sevilla FC         | Espanyola  | 1998-1999 |
| Hèrcules CF        | Espanyola  | 1999-2001 |

## Trajectòria com a entrenador
Els seus primers passos com a entrenador els va realitzar en les categories inferiors del Real Murcia CF com el Juvenil A de Divisió d'Honor Juvenil. Va debutar com segon entrenador del primer equip el 2005 i quan el club destituïx a Juan Martínez Casuco es fa càrrec de l'equip en el partit contra el CD Tenerife, després del qual el club contracta a Sergio Kresic, tornant Correa al seu lloc amb l'equip juvenil.
En 2006 fitxa per l'AD Mar Menor-San Javier i després de la desaparició d'aquest, pel Caravaca CF. Després d'una gran temporada on va fregar l'ascens va signar amb el Lorca Deportiva CF de Segona Divisió B. El 19 d'octubre de 2008 és destituït en l'equip murcià després d'un pobre bagatge de 2 victòries, 3 empats i 4 derrotes.
| Club                    | Any       |
| ----------------------- | --------- |
| Real Murcia CF          | 2006      |
| AD Mar Menor-San Javier | 2006-2007 |
| Caravaca CF             | 2007-2008 |
| Lorca Deportiva CF      | 2008      |